# Hominidé (roman)
Pour les articles homonymes, voir Hominidé (homonymie).
Hominidé (titre original : Hominide) est un roman court écrit en allemand par l'écrivain autrichien Klaus Ebner. Traitant d'un clan d'australopithèques,  il relate la démarche de Pitar vers la civilisation humaine moderne. De manière satirique, la narration évoque les sept jours de la Création biblique reflétés par les sept chapitres de l'œuvre. Le livre a été publié en 2008 aux éditions FZA Verlag à Vienne.

## Synopsis
L'action du livre Hominide se déroule en Afrique Centrale dans une région entre la forêt tropicale et la savane il y a de cela des millions d'années. Les protagonistes sont des australopithèques afarenses qui ne maîtrisent ni les outils ni le feu. En sept chapitres, le narrateur participant Pitar formule des réflexions sur le monde qui l'entoure et décide de mener son clan vers la civilisation : « Donc je décidai d'illuminer les ténèbres, de mettre le feu aux miens, selon la devise Que la lumière soit et ainsi de suite. » Pitar possède en effet les compétences linguistiques, le raisonnement et la faculté au discours d'un homme moderne. En outre, il dispose de connaissances actuelles sur l'histoire, la politique et la littérature. Le protagoniste introduit le concept selon lequel certains objets ou concepts sont encore à créer, ce qui renforce l'effet comique du scénario fondamentalement grotesque.
Il est difficile de convaincre les membres du groupe hominidé de la raison de nouvelles activités. Mais Pitar arrive à fasciner Costello, le patriarche du clan, qui le récompense de sa protection. Devant ce développement croît la rivalité entre Costello et Re, qui de son côté commence à contester l'autorité du mâle dominant et à s'intéresser à ses femelles. Les amis de Pitar s'appellent Carpediem, un personnage incliné aux adages latins et aux citations de textes célèbres de l'Antiquité, ainsi que Lao, qui se réfère souvent à la pensée chinoise. Peu à peu on construit des pare-vents et la famille descend plus souvent des arbres ; cependant au sol elle doit craindre des félidés prédateurs. Ayant l'intention de régler les conflits entre les membres du clan d'une manière civilisée, Pitar essaye d'installer une forme primitive de parlement. Pendant que Costello comprend que ce parlement puisse lui servir à se présenter en tant que monarque et à consolider son pouvoir – il se met même à citer les grands discours de Winston Churchill et Abraham Lincoln –, les autres sabotent l'idée par leur manque de discipline et une démonstration de désintérêt.

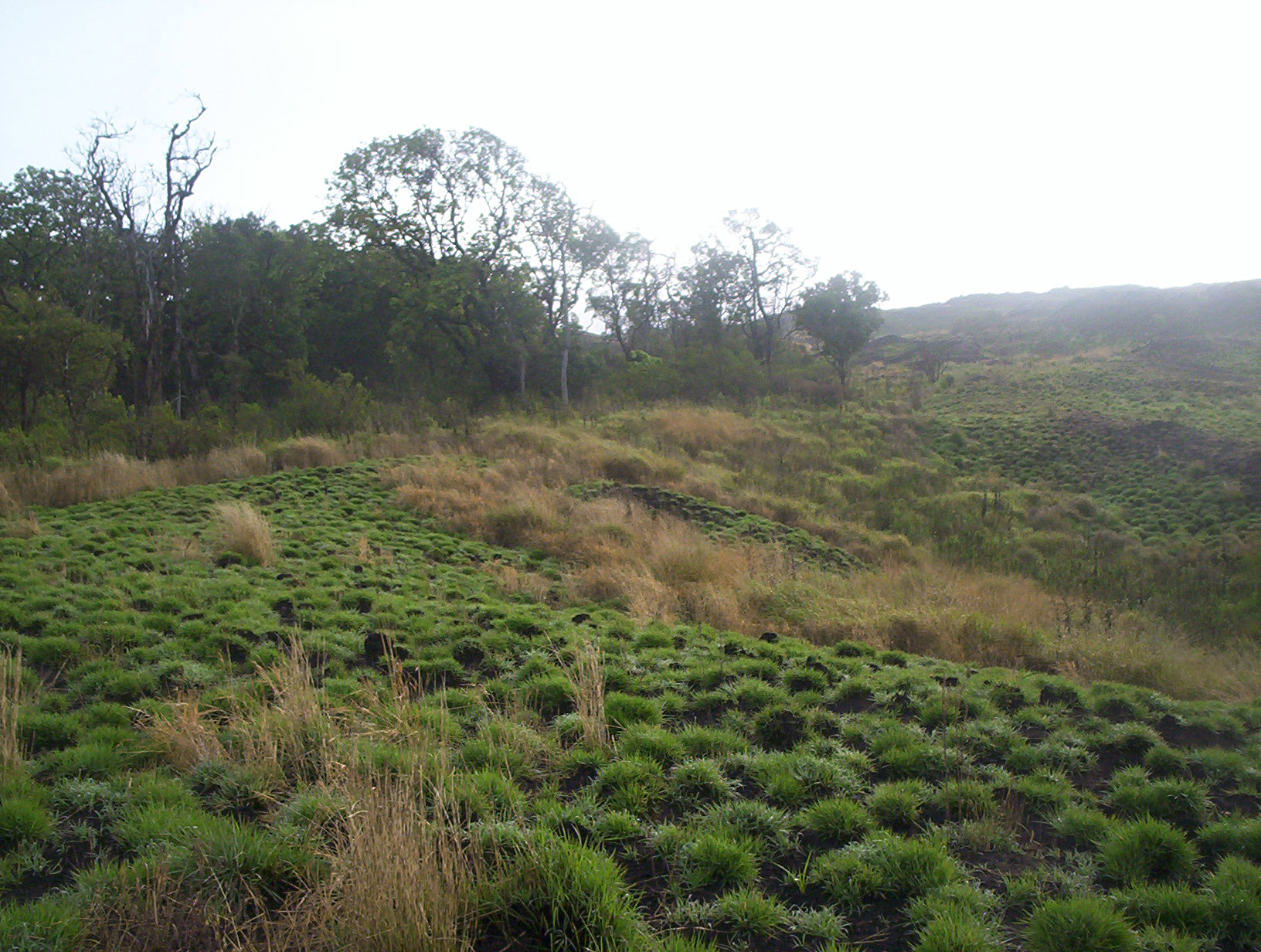
Savanne au Cameroun.

Une affaire d'amour entre Pitar et Maluma est incorporée aux fil général du roman. Maluma fait partie du harem personnel de Costello. Il est évident qu'elle a déjà rompu sa relation à Costello lorsqu'elle commence à s'approcher de Pitar. Des scènes pleines de proximité et d'intimité sont placées au début et à la fin du texte ; en outre elles interrompent le déroulement de l'histoire à maintes reprises. Cette histoire d'amour est racontée dans chaque chapitre ayant un numéro impair. L'écrivain autrichienne Karin Gayer met en relief cette affaire amoureuse entre Pitar et Maluma parce que son positionnement dans la narration impose une « seconde interprétation du commencement et de la fin ».
La narration consiste en sept chapitres nommés « Jour 1 » à « Jour 7 ». En allusion aux sept journées de la Création, les protagonistes se réjouissent dans chaque chapitre de nouvelles découvertes et inventions. Le septième jour tous sont épuisés et un jour de repos s'annonce. Cependant, contrairement au récit biblique, l'attaque d'un tigre à dents de sabre déchire la vie paisible. Plusieurs membres du clan meurent, entre autres Castello, ce qui mène au transfert du pouvoir à son adversaire cruel Re. Pitar et Maluma décident de quitter le clan et les endroits familiers ; dans le livre le narrateur raisonne : « Il nous fallait partir assez tôt, quitter Re et son empire qui, si je comptais l'ancien régime de Thorn, fut le troisième dans ces parages ». Pitar et Maluma partent vers la savane. La fin de ce roman court se réfère à la fois à l'expulsion du paradis et à la théorie d'une Genèse africaine.

## Personnages
Lors d'une interview menée par la gérante régionale pour Vienne de la maison d'édition Arovell Sonja Gamsjäger, l'auteur expliqua les noms des protagonistes.
- Akshaya: Ce nom dérive du hindî et du sanscrit et signifie « irréductible ». Akshaya est une protagoniste de caractère très ferme. Elle appartient au clan mais représente une sorte d'homologue féminine à Costello. Elle personnifie l'élément matriarcal. Akshaya ose contredire le chef du clan, et elle prend ses propres décisions.
- Bongo: Peuple et langue parlée africains ; nom de localités dans plusieurs pays d'Afrique ; allusion au film « Bingo Bongo » (1982) d'Adriano Celentano. Bongo est un mâle adolescent qui joue le rôle d'un arlequin. Farceur, bouffon et blagueur, il taquine les autres ; cependant, sa jeunesse et son humour le protègent de représailles.
- Carpediem: La locution latine carpe diem, extraite d'un poème d'Horace, signifie « profite du jour présent » ou bien littéralement « cueille le jour présent ». Carpediem est le confident et l'ami de Pitar. Il aime citer la littérature latine et utilise en outre des phrases et locutions latines[11].

- Costello: Nom de famille italo-anglais. Costello est le patriarche du clan. Il désire conserver son pouvoir et reconnaît vite que les idées de Pitar offrent la capacité de consolider sa position dans la hiérarchie. Pour cette raison il protège le penseur-inventeur sous son ombrelle.
- Djamila: Djamila est une des femelles du clan et appartient au harem de Costello. Pour elle, seul l'avis du chef compte. Son nom dérive de l'arabe et signifie « belle ».
- Ischa: Ischa est une des femelles du clan et appartient au harem de Costello. Ensemble avec Djamila elle fait tout pour se procurer la bienveillance du chef. Son nom dérive des langues sémitiques et signifie « femme ».
- Konrad: En vieux haut-allemand, le nom de Konrad signifie « homme de bon conseil » ou bien « audacieux ». Le personnage appartient au cortège de Re et agit souvent comme porte-parole de ce dernier, conteste les idées de Pitar et essaye de les ridiculiser.
- Lao: Ce nom est dérivé du chinois. Dépendant de la prononciation le mot signifie « ferme, solide » ou « vieux ». En outre, les Lao sont une ethnie du Sud-Est asiatique. Le personnage Lao emploie des citations de la philosophie chinoise. Lui aussi devient un ami de Pitar. Lorsqu'il quitte le clan après l'attaque désastreuse du tigre à dents de sabre, il prend la direction de l'Afrique Orientale et l'Asie.
- Lucy: Allusion à Lucy, le premier fossile de l'espèce Australopithecus afarensis, découvert en 1974 en Éthiopie. Dans le livre, elle est la mère de la plupart des enfants. Au chapitre final, Lucy part vers l'Afrique Orientale avec Lao.
- Maluma: Maluma est un mot artificiel employé dans la synesthésie et représente des formes rondes et souples. Elle devient la compagne de Pitar. C'est grâce à elle que Pitar découvre la force et les délices de l'amour.
- Manisha: Ce nom dérive du hindi respectivement du sanscrit et signifie « sage ». Parmi les femmes du clan, Manisha représente un personnage analogue à celui de Lao parmi les hommes. Elle discute avec les hommes et ses arguments sont pointus et logiques.
- Pitar: Le nom du narrateur protagoniste dérive du sanscrit et signifie « père » ; ce mot est intoné sur la seconde syllabe. Pitar raconte l'histoire dont il est le personnage principal.
- Re: Mot italien qui signifie « roi » ; d'ailleurs c'est une allusion au dieu égyptien Rê ou bien Ra. Le personnage Re est le rival de Costello et il a un caractère assez cruel et agressif. Il perçoit Pitar comme un ennemi parce qu'il comprend que les idées de ce dernier soutiennent le chef du clan. Au déroulement de l'histoire il provoque Costello à maintes reprises mais hésite à révolter ouvertement. L'attaque du dents de sabre au dernier chapitre le débarrasse d'un seul coup de tous ces adversaires et l'aide à assumer le pouvoir.
- Rhododendron: Le mot rhododendron dérive du grec et signifie littéralement « arbre à rose ». C'est une plante de la famille des éricacées. Rhododendron est un mâle avec des inclinaisons écologiques. Il joue un rôle mineur.
- Ruth: Le nom de Ruth dérive de l'hébreu et signifie « amie » ou bien « amitié ». Ruth est une femelle de caractère déterminé. Lors d'une tâche de construction elle déclenche la discussion sur les droits d'ouvriers et fait la grève.
- Thorn: Ce mot provient des anciennes langues germaniques et désigne la lettre Þ issue de la rune Thurisaz ; la lettre transcrit le son d'une consonne fricative dentale sourde comme le « th » en anglais. Thorn est le membre le plus âgé du clan et en même temps l'ancien chef de la tribu. Mentionné seulement au début du roman, il meurt à la fin du deuxième chapitre. Thorn est considéré un sage. Dans la lignée des chefs du clan il fut le prédécesseur de Costello.

## Genèse
L'auteur révéla qu'il avait déjà en 2006 l'idée d'écrire sur un homme préhistorique qui dispose de connaissances actuelles et d'une langue moderne. Cependant il ne développa pas encore ce sujet puisqu'il lui sembla insuffisant pour une œuvre romanesque. En 2007 il publia une collection de contes, qui fut en même temps son premier livre littéraire. Puis, au début de 2008, des miniatures de prose chez Arovell Verlag en Haute-Autriche. Aucun des textes inclus touche à un thème préhistorique. En février 2008 il reçut le prix de littérature Wiener Werkstattpreis pour un conte sur une jeune fille de sept ans qui souffre de cancer. L'organisateur du concours, la maison d'édition FZA, offrit au lauréat d'imprimer un livre limité à 100 pages. Ebner élabora et acheva donc la narration et la publia en octobre de la même année. L'éditeur FZA présenta la parution au public à Vienne.

## Analyse et commentaires

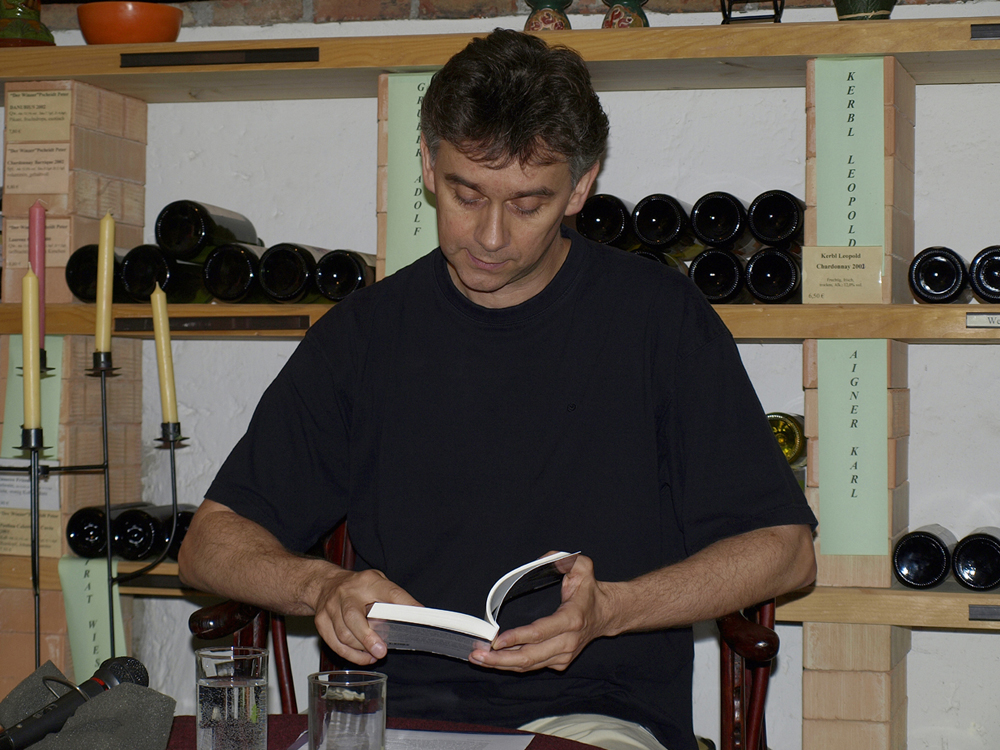
Présentation du livre par l'auteur, Klaus Ebner.

Heinz Gerstinger considère le livre une « histoire sur l'aube de l'esprit humain ». L'auteur ferait « glisser les événements dans le ludique par l'ironie implicite ». Plusieurs critiques soulignent l'aspect ironique ainsi que satirique. Cet effet se réalise par les noms des personnages, les citations latines et des locutions contemporaines ainsi que par le parallélisme des sept jours de la Création et de l'hominisation. Ingrid Reichel indique que le livre parut au bon moment du 150e anniversaire de la théorie de l'évolution de Charles Darwin. En analogie à des commentaires identiques relatifs à d'autres œuvres de l'écrivain, elle met l'accent sur le langage raffiné et riche en détails qui serait « perfolié d'un humour subtil et sensible ».
La première édition n'inclut pas la traduction des nombreuses phrases non-allemandes incorporées dans le texte, ce qui concerne surtout des sentences et expressions latines. Ingrid Reichel réclame à la maison d'édition d'ajouter un glossaire en cas de réédition. Entre-temps l'auteur publia ce glossaire sur sa page web personnelle.
Malgré les allusions lucides à plusieurs religions, surtout au judaïsme et au christianisme, Ingrid Reichel constata qu'il s'agissait d'une narration « pour des penseurs (…), des darwinistes, sous aucun prétexte pour des créationnistes, moins pour des croyants, plutôt pour des athées ». Karin Gayer mentionne d'ailleurs la ressemblance entre la société décrite par l'écrivain et la hiérarchie d'une communauté de chimpanzés ainsi que le matriarcat social insinué qui rappelle le comportement des bonobos. Elle met en relief la position forte et véritablement émancipée des femmes du clan hominidé. Évoquant une fois de plus les parallélismes du texte, elle énonce : « À un certain niveau l'entre-mêlée permanente des traits humains et simiesques attire notre attention et pose la question de savoir comment il faudrait nous classifier nous-mêmes qui nous considérons sapiens dans un sens double ».

### Édition du livre
- (de) Klaus Ebner, Hominide [ « Hominidé » ], FZA Verlag, Vienne, 2008 (1re éd.)  (ISBN 978-3-9502299-7-4)